# Лысенко, Пётр Фёдорович
Пётр Фёдорович Лысе́нко (бел. Пётр Фёдаравіч Лысенка; 16 сентября 1931, Заречаны, Полоцкий район, Витебская область, Белорусская ССР, СССР — 23 марта 2020, Минск, Белоруссия) — белорусский археолог. Доктор исторических наук (1988), профессор (1993), лауреат Государственной премии Республики Беларусь (2003) . Автор свыше 110 научных трудов, нескольких монографий.

## Биография
Пётр Лысенко родился в деревне Заречаны Полоцкого района Витебской области. Школьником переехал с родителями в г. Пинск, Брестская область. В 1953 году окончил Минский педагогический институт. С 1964 года работал в Институте истории АН БССР: старший научный сотрудник, заведующий сектором средневековой археологии, заведующий отделом археологии средневековья, главный научный сотрудник этого отдела.

## Научная деятельность
Изучал курганы XI—XII веков, древние города: Туров, Берестье, Пинск, Слуцк, Давид-Городок, Клецк, Рогачёв, Мозырь, Менск. Пришёл к выводу, что Брест основан дреговичами. Впервые для деревянной бытовой архитектуры Древней Руси обнаружил в Бресте жилые постройки на 12—13 венцов с оконными проёмами и даже фрагментами крыши — курицами и самцами. Результатом исследований стало открытие уникального археологического музея «Берестье».
На раскопках в Турове археологом были обнаружены остатки древнего храма, предположительно разрушенные землетрясением в XIII веке
.
В 2006 году при рытье котлована на территории Брестской крепости были обнаружены остатки костей животных. Профессор П. Лысенко вызвался провести раскопки. В землянке была обнаружена глинобитная печь, в которой сохранились черепки глиняного горшка, датируемые последней третью X века. Таким образом, на практике удалось доказать существование Бреста ещё в X веке.

### Труды
- Древнейшие города Белоруссии. — Мн., 1966. (Сумесна з Г. В. Штыхавым) (руск.)
- Города Туровской земли. — Мн., 1974. (руск.)
- Берестье. — Мн., 1985. (руск.)
- Открытие Берестья. — Мн., 1989; 2007, 2-е изд. (руск.)
- Дреговичи. — Мн., 1991. (руск.)
- Древний Пинск IX—XIII вв. — Мн., 1997; Пинск, 2007, 2-е изд. (руск.)
- Туровская земля IX—XIII вв. — Мн., 1999; 2001, 2-е изд. (руск.)
- Древний Туров. — Мн., 2004. (руск.)
- Сказание о Турове. — Мн., 2006; 2007, 2-е изд. (руск.)
- Акулінка / П. Ф. Лысенка // Археалогія і нумізматыка Беларусі: Энцыклапедыя / Беларуская Энцыклапедыя; Рэдкал.: В. В. Гетаў і інш. — Мн.: «Беларуская Энцыклапедыя» імя П. Броўкі, 1993. — 702 с.
- Археологические исследования раннефеодальных памятников Туровской земли // Древности Белоруссии: Материалы конференции по археологии Белоруссии и смежных территорий / Под ред. В. Ф. Исаенко, А. Г. Митрофанова, Г. В. Штыхова. — Мн., 1966. — 335 с.

## Награды и звания
- Государственная премия Республики Беларусь в области науки и техники (2002, в авторском коллективе) — за цикл трудов «Паўднёвая Беларусь у IX—XIII ст.».
- Грамота Президиума Верховного Совета БССР (1979).
- Почётный гражданин Турова.
- Почётный гражданин Пинска[7].

## Память
- Имя П. Ф. Лысенко присвоено улице в Пинске (рус. улица Петра́ Лысе́нко; бел. вуліца Пятра́ Лысе́нкі)[8].